# Wybory lokalne w Arabii Saudyjskiej w 2015 roku
Wybory lokalne w Arabii Saudyjskiej w 2015 roku odbyły się 12 grudnia. Były to trzecie wybory w historii najnowszej tego kraju. 

## Geneza
Na fali protestów tzw. arabskiej wiosny w Arabii Saudyjskiej, król Abd Allah zobowiązał się w 2011 roku do dopuszczenia kobiet do udziału w następnych wyborach lokalnych. W efekcie chęć głosowania zgłosiło 136.000 kobiet, co stanowiło 11% ogółu wpisanych na listy wyborcze, oraz około 1,35 miliona mężczyzn. Kobiety stanowiły także 900 spośród około 7000 kandydatów ubiegających się o mandaty. Rejestracja wyborców w Mekce i Medynie rozpoczęła się 16 sierpnia, a w reszcie kraju 23 sierpnia, i trwała 21 dni.

## Wyniki
Mandaty do lokalnych rad uzyskało 2106 kandydatów, w tym 20 przypadło kobietom. Frekwencja wyniosła 47,4%, co oznaczało, że w wyborach wzięło udział 702 542 osób uprawnionych do głosowania.